# Vieil-Moutier
Vieil-Moutier ist eine französische Gemeinde mit 385 Einwohnern (Stand: 1. Januar 2022) im Département Pas-de-Calais in der Region Hauts-de-France (vor 2016 Nord-Pas-de-Calais). Sie gehört zum Arrondissement Boulogne-sur-Mer und zum Kanton Desvres. 

## Geographie
Vieil-Moutier liegt etwa 21 Kilometer ostsüdöstlich von Boulogne-sur-Mer. Die Gemeinde gehört zum Regionalen Naturpark Caps et Marais d’Opale.
Umgeben wird Vieil-Moutier von den Nachbargemeinden Lottinghen im Norden und Osten, Senlecques im Südosten, Bécourt im Süden sowie Saint-Martin-Choquel im Süden.

## Bevölkerungsentwicklung
| Jahr                      | 1962 | 1968 | 1975 | 1982 | 1990 | 1999 | 2006 | 2013 |
| Einwohner                 | 281  | 269  | 302  | 315  | 338  | 333  | 388  | 392  |
| Quelle: Cassini und INSEE |      |      |      |      |      |      |      |      |

## Sehenswürdigkeiten

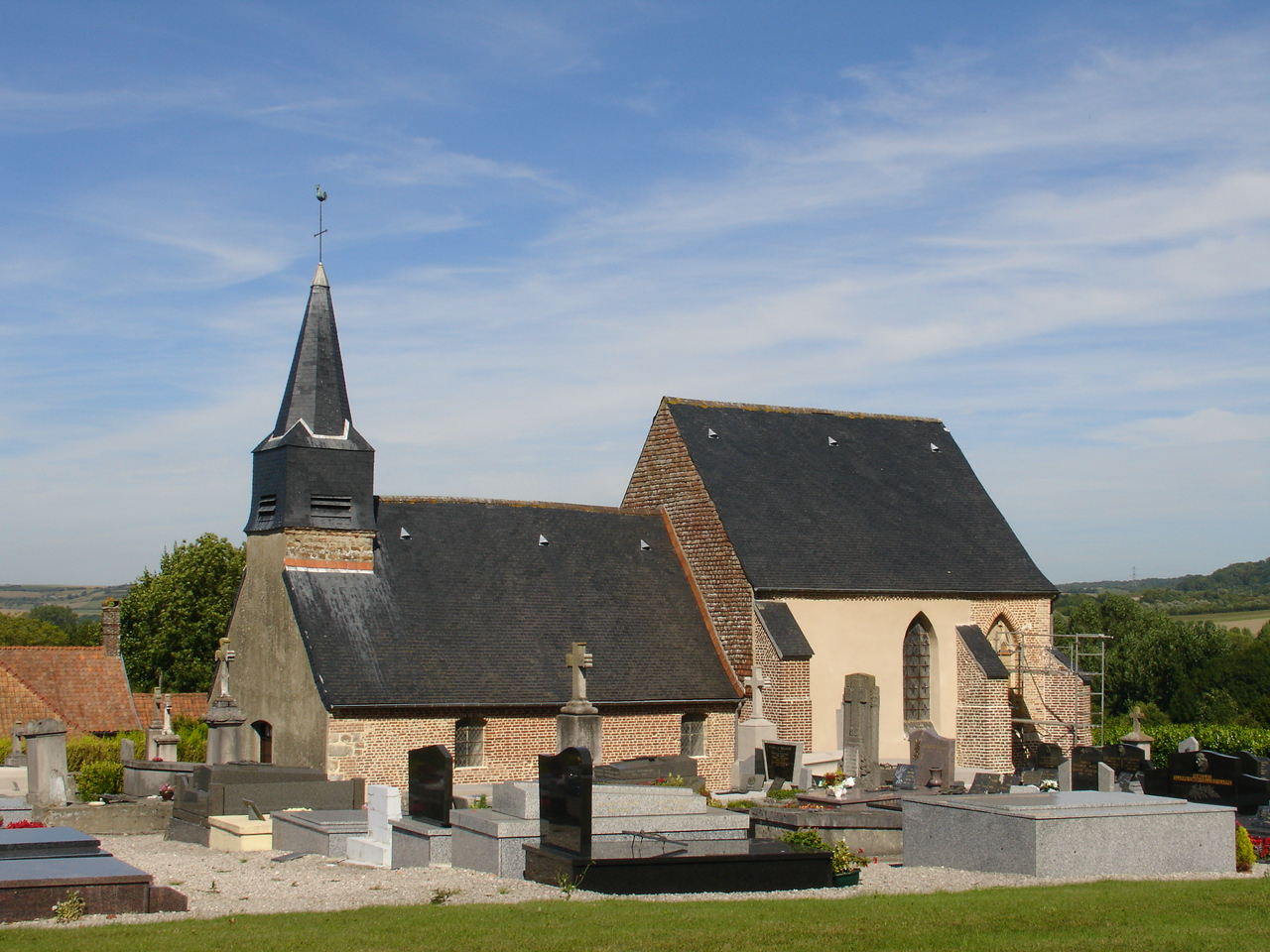
Kirche Saint-Omer

- Kirche Saint-Omer aus dem 17. Jahrhundert
- altes Gutshaus